# Ivey Foreman Lewis
Ivey Foreman Lewis (31 de agosto de 1882 - 16 de marzo de 1964 ) fue un genetista, botánico, algólogo, eugenista estadounidense.

## Biografía
Era aborigen de Raleigh (Carolina del Norte). Obtuvo su B.S. en 1902. Su M.S. en 1903 por la Universidad de Carolina del Norte. Y en 1908, su PhD por la Johns Hopkins University, y profesor de biología en el Randolph–Macon College de 1905 a 1912; profesor asistente de botánica de la Universidad de Wisconsin-Madison de 1912 a 1914; profesor de botánica de la Universidad de Misuri de 1914 a 1915; y en 1915 profesor de biología y agricultura en la Universidad de Virginia. Fue nombrado decano de la Universidad en 1934 y decano de la Facultad de Artes y Ciencias en 1946, cargo que ocupó hasta su jubilación en 1953.
También fue un firme defensor de la eugenesia en el curso de su carrera.

## Algunas publicaciones
- 1934. Synopsis of Lectures: Biology B I. (first Half Year). Biology B I. 818 (21) Con Edwin Morris Betts. Ed. Univ. of Virginia, 100 p.

- 1933. Algae of Charlottesville and Vicinity, 16 p.

- 1929. Pollen Analysis of Dismal Swamp Peat. Con Elton Cromwell Cocke. Ed. Elisha Mitchell Sci. Soc. 22 p.

- 1917. The Vegetation of Shackleford Bank, v. 46-50 Economic paper 46. Ed. Edwards & Broughton Print. Co. 40 p.

## Honores

### Membresías
- American Academy of Arts and Sciences
- 1939: presidente de American Society of Naturalists
- 1942: American Biological Society Archivado el 15 de enero de 2016 en Wayback Machine..
- 1949: Botanical Society of America.[1]
- La abreviatura «I.F.Lewis» se emplea para indicar a Ivey Foreman Lewis como autoridad en la descripción y clasificación científica de los vegetales.[5]